# Coccophagoides moeris
Coccophagoides moeris är en stekelart som först beskrevs av Walker 1839.  Coccophagoides moeris ingår i släktet Coccophagoides och familjen växtlussteklar. Arten är reproducerande i Sverige. Inga underarter finns listade i Catalogue of Life.